# Hyperolius marmoratus
Hyperolius marmoratus o rana de junco marmolada es una especie de anfibios de la familia Hyperoliidae.
Habita en Malaui, Mozambique, Sudáfrica, Suazilandia, Zimbabue y, posiblemente Botsuana, Lesoto y Tanzania.
Su hábitat natural incluye bosques templados, sabanas secas, sabanas húmedas, zonas de arbustos de clima templado, zonas de arbustos tropicales o subtropicales secos, praderas templadas, praderas tropicales o subtropicales a baja altitud, praderas húmedas o inundadas en alguna estación, praderas tropicales o subtropicales a gran altitud, ríos, pantanos, lagos de agua dulce, lagos temporales de agua dulce, marismas de agua dulce, corrientes intermitentes de agua dulce, nacientes de agua dulce, tierra arable, pastos, jardines rurales, áreas urbanas, áreas de almacenamiento de agua, estanques, open excavations, zonas de regadío, tierras de agricultura parcial o temporalmente inundadas y canales y diques.

## Galería

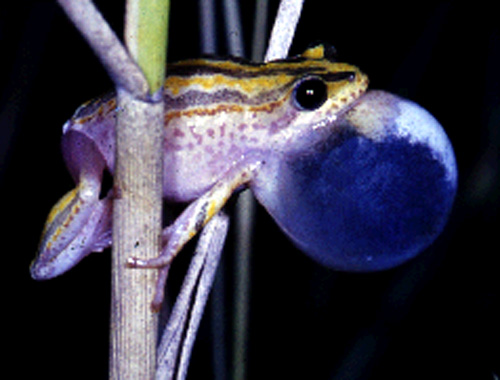
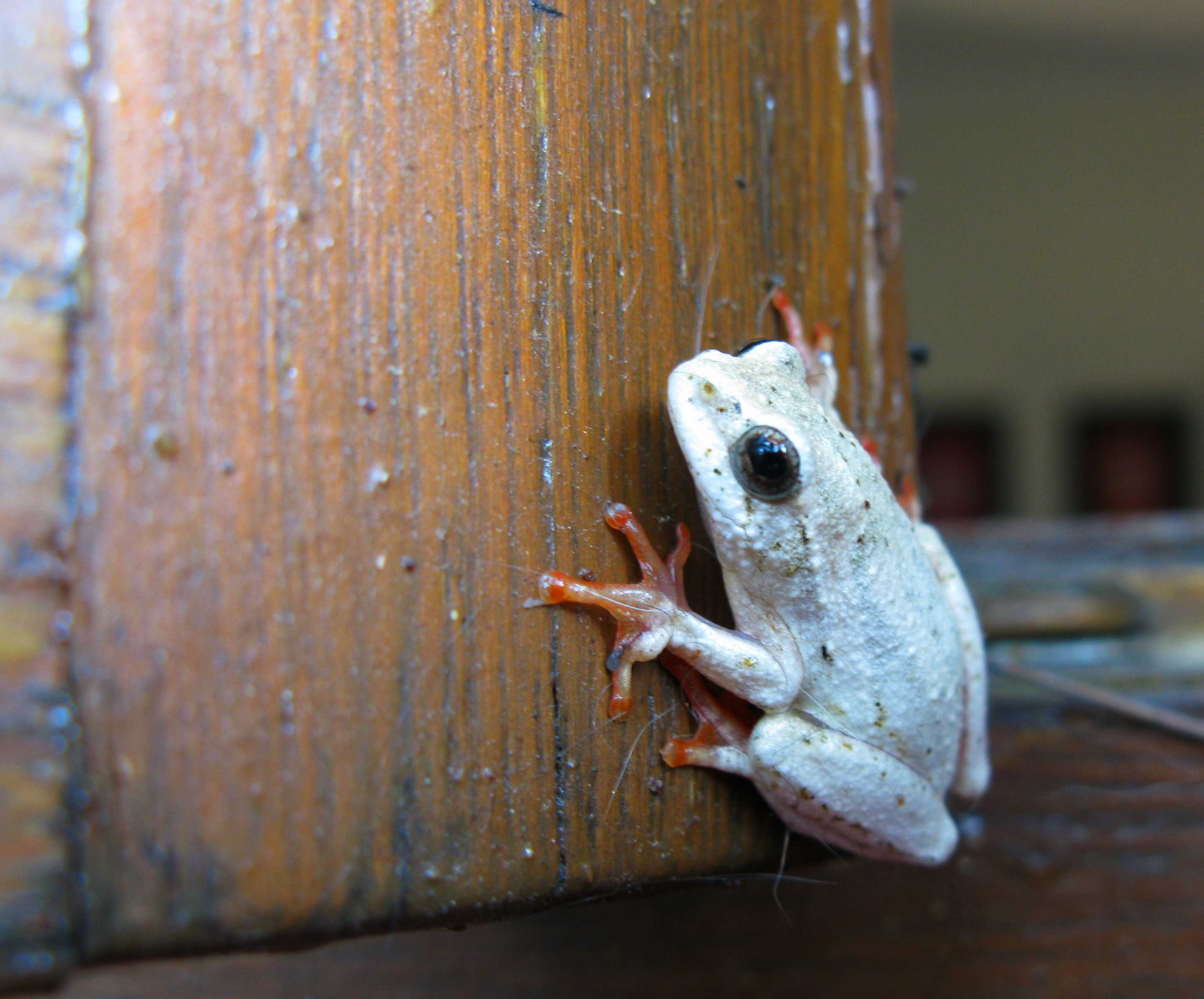